# Orchestre philharmonique de Buenos Aires
L’orchestre philharmonique de Buenos Aires (Orquesta Filarmónica de Buenos Aires) est un orchestre argentin fondé en 1946 à Buenos Aires.

## Historique
L’orchestre philharmonique de Buenos Aires a été créé en 1946 sous le nom d’orchestre symphonique du Théâtre Municipal offrant son premier concert le 21 mai 1947.
Son premier chef d’orchestre officiel est Lamberto Baldi; dont la position est reprise par Jaume Pahissa.
En 1948, l'orchestre change de nom et devient l'orchestre symphonique de la ville de Buenos Aires. Cette même année, Herbert von Karajan a mené l’orchestre à deux reprises. En 1953, l'orchestre s’installe de manière permanente au Théâtre Colón, et en 1958, adopte son nom actuel.
Au cours des décennies suivantes, l'orchestre atteint un prestige international, se produisant avec des solistes nationaux et internationaux connus tels les pianistes Alfred Brendel, Martha Argerich, Lazar Berman, Alfred Cortot, Byron Janis, Rudolf Firkusny, Andor Földes, Ivo Pogorelich, Nelson Freire, Bruno Leonardo Gelber, Arthur Rubinstein, Jean-Yves Thibaudet, Rubén González, Barry Douglas, Nelson Goerner, Peter Donohoe, Friedrich Gulda, Rudolf Buchbinder, Andras Schiff y Manuel Rego, les violonistes Gidon Kremer, David Oistrakh, Joshua Bell, Shlomo Mintz, Alberto Lysy, Ruggiero Ricci, Yehudi Menuhin, Itzhak Perlman, Midori, Gil Shaham, Henryk Szeryng, Salvatore Accardo, Leonid Kogan, Cho-Liang Lin et Uto Ughi, violoncellistes Pablo Casals, Mstislav Rostropovich, Mischa Maisky, André Navarra, Natalie Clein, Sol Gabetta, Arto Noras et Yo-Yo Ma ; des chanteurs tels Marian Anderson, José Carreras, Régine Crespin, Plácido Domingo, Luciano Pavarotti, Samuel Ramey, José van Dam et Frederica von Stade; guitaristes tels Paco de Lucía et Narciso Yepes, harpistes, Nicanor Zabaleta, clarinettistes , Wenzel Fuchs, joueurs de cor Radovan Vlatković, flûtistes Sharon Bezaly et bandonéonistes Astor Piazzolla, entre autres.
Parmi les chefs d’orchestre qui ont travaillé avec l'orchestre, on peut citer Herbert von Karajan, Wilhelm Furtwängler, Sergiu Celibidache, Sir Georg Solti, Sir Thomas Beecham, Charles Dutoit, Lorin Maazel, Zubin Mehta, Rudolf Kempe, Clemens Krauss, Pierre Boulez, Igor Stravinsky, Malcolm Sargent, Antal Doráti, Ernest Ansermet, Rafael Frühbeck de Burgos, Eduardo Mata, Aaron Copland, Krzysztof Penderecki, Karl Richter, Luis Antonio García Navarro, Michail Jurowski, José Serebrier, Michel Corboz, Robert Spano, Leopold Hager, Ferdinand Leitner, Peter Maag, Igor Markevitch, Stanisław Wisłocki, Jean Fournet, Franz-Paul Decker, Eiji Oue, David Lloyd-Jones, Manuel Rosenthal, Yuri Simonov, Moshe Atzmon, Serge Baudo, Steuart Bedford, et Christof Escher, entre autres. Parmi les chefs d’orchestre argentins , on peut également citer Daniel Barenboim, Pedro Ignacio Calderón, Juan José Castro et Simón Blech. L’orchestre maintient une étroite collaboration avec Charles Dutoit.
L’orchestre est actuellement dirigé par le Maestro Enrique Diemecke.

## Tournées
Les tournées européennes de 1992, 1994 et 1996 ont inclus des arrêts en Allemagne, Angleterre, Espagne, France, Grèce, Pays-Bas, Suède, Belgique et Autriche, dans des salles aussi prestigieuses que la Philharmonie de Berlin, le Barbican à Londres ou le Concertgebouw d'Amsterdam.
Des tournées fréquentes à l'échelle nationale et dans les pays voisins ; au Brésil, au Chili et en Uruguay sont également organisées pour accueillir l’orchestre philharmonique de Buenos Aires.